# Far Cry 6
『Far Cry 6』（ファークライ６）は、Ubisoft MontrealとUbisoft Torontoが開発し、Ubisoftより発売された、ファークライシリーズの9作目となるPlayStation 5、PlayStation 4、Xbox Series X/S、Xbox One、Windows用アクションアドベンチャー・ファーストパーソン・シューティングゲーム。日本では2021年10月7日に発売された。

## 概要
カリブ海にある架空の島国「ヤーラ」を舞台としており、プレイヤーは主人公ダニー・ロハスを操作し、アントン・カスティロの独裁政権からヤーラを解放するために奔走する。
制作スタジオは、ウォッチドッグスシリーズをはじめ、ファークライシリーズの制作をになってきたモントリオールスタジオと、ウォッチドッグス レギオンのトロントスタジオ。さらに上海、ベルリン、キエフのUBIのスタジオも協力している。

## システム
マップ
今作では、前作同様マップ画面は最初は暗く見にくい状態になっており、主人公が訪れた場所のみが明るくなっていく。また、前作で廃止されていたミニマップが今作では復活している。
国防軍施設
マップ各所にある施設が、カスティロの国防軍に占領されている。施設にいる兵士を全滅させるとその施設を占領したことになり、ファストトラベルの拠点として利用できるようになるほか、武器の改造を行う作業台やフアンの取引所などが利用できるようになる。兵士を全滅させる方法はプレイヤーの自由で、遠くから狙撃したり、施設に飛び込んで強力な重火器を乱射することもできる。ただし、施設には警報機が設置されており、プレイヤーが兵士に見つかると警報機で増援を呼ばれる。警報機を鳴らされたり兵士に見つかったりせずに施設を占領すると、ボーナス資材を獲得できる。
検問所
幹線道路の至る所に国防軍の検問所があり、国防軍の兵士が駐留している。検問所の路面にはスパイクトリップが仕掛けられており、ビークルで検問所を通ろうとするとタイヤがパンクする。
兵士を全滅させ、検問所内に設置されているカスティロ大統領の看板を破壊すると、検問所を占領できる。占領後はスパイクトリップが解除され、ファストトラベルの拠点として利用できるようになる。ただ、検問所にも警報機があるため、兵士に見つかると増援を呼ばれる。
対空拠点
国防軍の施設で、巨大な対空砲が設置されている軍事施設。対空砲の射程範囲内では、飛行機やヘリで飛行したりパラシュートで降下しようとすると撃ち落される。そのため、対空砲を破壊することで空の移動範囲を広げることができる。しかしながら、低空であれば対空砲は射角が取れないため飛行することができる。
エスペランサの対空設備は破壊不可能で、且つ、領空内に侵入すると他の対空砲とは違って間を空けず、即座に撃ち落としにくる。加えて、威力がとてつもなく強い。そのため、エスペランサ上空はむやみに飛行しないのが最善。
また、対空拠点には、リゾルバー武器を入手するのに必要になる「劣化ウラン」が保管されている。
各対空拠点には、「ベータ対空拠点」「デルタ対空拠点」など、ギリシャ文字から取った名称がつけられている。
野生動物
前作までと同様、多くの野生動物が登場する。本作ではフチアやマングースといった動物が初登場。動物たちはAIによって動いており、非常にリアルな自然が表現されている。肉食動物はプレイヤーを見つけると襲い掛かってくる。
名前に「アルファ」が付く亜種や、特定の生息地に1体しか出現しない希少動物もいる。
動物を狩るとその肉を入手でき、肉は武器やスプレーモの改造に必要な資材と交換できる。
釣り
前作から登場した要素で、川や湖などの水辺で釣り竿で魚を釣ることができる。釣り竿やルアーはカスタマイズが可能。釣った魚の魚肉は動物の肉と同様、武器やビークルを強化する資材と交換できる。
アミーゴ
前作の「ファングフォーハイヤー」に相当する要素で、動物を相棒として連れて行くことができる。アミーゴの動物は全部で7種類(うち2種類はDLCで追加)おり、特定のクエストをクリアすることで解放できる。
アミーゴの動物たちは、各々が独自のアビリティを持っている。
リゾルバー武器とスプレーモ
今作で登場するオリジナルの武器。どちらもフアン・コルテスが開発したもので、それぞれ独自の攻撃法と威力を持つ。特にスプレーモは、背中に背負うバックパック型の兵器で、過去のシリーズにはないものである。
フアンの取引所で入手できるが、入手するには対空拠点に保管されている「劣化ウラン」が必要。また、強化するには専用資材「スプレーモ・ボンド」が必要になる。
武器と強化
本作の武器は、クエストの報酬やマップ各所にある国防軍貯蔵品の箱から入手する。また、前作まではファストトラベルの拠点にある店や武器庫でしか装備の変更が出来なかったが、本作ではスタートメニューの武器庫の画面でいつでも装備の変更が行える。
ファストトラベルの拠点にある作業台で、武器を強化することができる。強化するには専用資材の「火薬」と、リサイクルネジや高耐久パッキンといった資材が必要になる。
「ヤーラの禁制品」と呼ばれる強化要素が固定された武器もあり、マップに置かれている蓋にワニが象られた箱に入っている。ヤーラの禁制品は見た目は奇抜だが、強力な武器が多い。
ビークルと馬
本作では非常に多くのビークルが登場し、これを利用してマップ内を移動できる。ビークルはファストトラベル拠点などにあるピックアップ地点から呼び出すほか、道路上にいれば武器ホイールからいつでも呼び出せる。ピックアップ地点で呼び出せるビークルは、特定のクエストをクリアしたり、マップ上で見つけたビークルをピックアップ地点まで運転していくことで増やすことができる。
武器ホイールからいつでも呼び出せる4種類のビークルは、武器と同様に作業台で強化することができる。
ビークル以外にも、本作では馬に乗って移動することもできる。馬もビークルと同様、馬のピックアップ地点から呼び出すことができる。

## 舞台
本作の舞台となるのは、カリブ海の中心に位置する架空の国「ヤーラ」。四方を海に囲まれた常夏の島国であり、ジャングルや山岳地帯の他、各地に人々が暮らす町がある。中でも首都のエスペランサは、大自然を舞台とするファークライシリーズにおいては異例の大都市となっている。マップの広さは本作発売時点でシリーズ最大であり、前作と同様に大きく3つの地域に分かれており、各地域にボスとなるカスティロ政権の要人がいる。本来の公用語はスペイン語であるため、プロパガンダをはじめとする全ての標識や看板はスペイン語で書かれている。
ヤーラはカスティロ政権の圧政下にあり、政権の要であるヴィヴィロ・タバコの栽培農園が各地に置かれている。各地に軍事施設や検問所があり、厳しい監視態勢が敷かれており、反逆者は容赦なく粛清される。
サントアリオ島(Isla Santuario)
プレイヤーが最初に探索することになる、ヤーラの南西に位置する小島。入江が国防軍の軍艦である「ガブリエル・カスティロ」と「ヤーラ・デ・レオン」の2隻によって封鎖されており、軍艦を制圧してこの封鎖を解けばヤーラ本土の探索が可能になる。「サントアリオ」はスペイン語で「聖域」を意味する。
ザモク諸島(Zamok Archipiélago)
リベルタードの本拠地。クララの司令部やフアンの作業所がある。「ザモク」はロシア語で「錠前」の意。
マドルガダ(Madrugada)
- カスティロ政権要人 - ホセ・カスティロ将軍
- 反体制派勢力 - モンテロ農園

ヤーラ北西部の地域。さらに3つの地域に区分されている。至る所にヴィヴィロ・タバコの農園があり、ホセに捕らえられた奴隷「アウトキャスト」が強制労働させられている。
バレ・デ・オロ(Valle De Oro)
- カスティロ政権要人 - マリア・マルケサ、ドクター・エドガー・レイエス
- 反体制派勢力 - マキシマス・マタンザス

ヤーラ北東部の地域。さらに4つの地域に区分されている。政権のプロパガンダ発信の拠点である他、ヴィヴィロと毒農薬の研究所「バイオヴィーダ」がある。
エル・エステ(El Este)
- カスティロ政権要人 - アナ・ベニテス大将、ショーン・マッケイ
- 反体制派勢力 - 67年のレジェンド、ラ・モラール

ヤーラ南東部の地域。さらに3つの地域に区分されている。険しい山岳地帯の間に農園が点在しており、毒農薬を製造する化学工場やヴィヴィロ貿易の要となる港がある。
エスペランサ(Esperanza)
- カスティロ政権要人 - アントン・カスティロ大統領、ディエゴ・カスティロ

ヤーラ北部に位置する、ヤーラの首都。市街地は外出禁止の厳戒態勢で常に封鎖されており、その中心部には大統領の公邸「トーレ・デ・レオン」がそびえ立つ。

## 登場人物

### リベルタード
ダニー・ロハス
日本語版声優：杉村憲司（男性）、宮島依里（女性）
本作の主人公で、ヤーラ出身の孤児。25歳。プレイ開始時に性別を選択可能。元軍人で、徴兵によって国防軍に入るも教官を殴ったことで除隊となり、圧政下にあるヤーラから友人のアレホやリタと脱出しようとするが失敗。アレホを眼前で国防軍に射殺され、致命傷を負わされたリタの最期も看取ることとなる。リタの遺言に従ってリベルタードと合流し、彼らと共にカスティロ政権打倒の戦いに身を投じる。
普段は人当たりが良く面倒事を避ける性格であり、当初は脱出手段と引き換えに渋々リベルタードに手を貸していた。しかし戦いを重ねるうちに「革命戦士」として覚醒していく。
クララ・ガルシア
日本語版声優：園崎未恵
レジスタンス組織「リベルタード」のリーダー。元は上流階級の出身だが、ヤーラの現状を憂いて革命に身を投じた。
革命を盲信しているわけではなく、カスティロ政権打倒が成ったとしても、その後の混乱を見据えて問題全てが解決するわけではないと理解しており、独裁と革命を繰り返すヤーラを悪循環から脱却させる方法を人々に示すことを目的としている。
フアン・コルテス
日本語版声優：宮本克哉
リベルタードの一員。元KGBで、面白そうという理由でCIAやモサドにも手を貸していたという、伝説のスパイと呼ばれる男。独自の技術でバックパック式の兵器「スプレーモ」や日用品を組み合わせた「リゾルバー武器」を開発し、ダニーを支援する。
またダニーにゲリラの心構え等も教授し、特に「一度ゲリラになった者は、死ぬまでゲリラだ」という言葉は本作を象徴している。
リタ・トーレス
日本語版声優：
リベルタードの一員で、ダニーの友人。ダニーとアレホとは違い、ヤーラに残ってカスティロ政権と戦うべきだと主張していた。序盤でダニーに押し切られる形でエスペランサからの脱出船に乗り込むも、船もろとも国防軍の銃撃を受ける。サントアリオ島に漂着後、ダニーにスマホを託し、クララに会うよう言い残して息絶えた。
フリオ
日本語版声優：
リベルタードの一員で、狙撃兵。リタの恋人であり、当初はリタを助けられなかったダニーに怒りを見せていたが、サントアリオ島で共に国防軍と戦った際にはダニーを戦友と認めるような言葉をかけている。
アレホ
日本語版声優：
ダニーの孤児院時代からの友人。ヤーラから脱出してダニーとアメリカでやり直す計画を立てていたが、ゲーム冒頭で国防軍に射殺されてしまう。

### マドルガダ地区
カルロス・モンテロ
日本語版声優：名村幸太朗
マドルガダの反体制派組織「モンテロ農園」のリーダー。自分たちが切り開いてきた土地や民の自由を奪うホセ・カスティロを討とうとしている。大のよそ者嫌いで気難しいが、周囲からは慕われている。
エスパーダ
日本語版声優：寺依沙織
カルロスの娘。本名はカミラ・モンテロ。高い戦闘能力と気性の荒さを併せ持つが、家族思いの面もある。ナイフの扱いに長けている。
フィリー・バルザガ
日本語版声優：武田幸史
モンテロ農園に協力しているメカニック。飄々としているが、技術力は非常に高い。自身の技を「フィリー・マジック」と称している。
アレハンドロ・モンテロ
日本語版声優：奈良徹
カルロスの息子で、エスパーダの弟。カスティロの理念を信じ込んで、科学者として政権側に身を投じている。
ミゲル・デルガド
日本語版声優：後藤光祐
モンテロ農園の一員で、カルロスにとっては息子同然の存在。国防軍の施設に囚われている。

### バレ・テ・オロ地区
タリア・ベナビデス
日本語版声優：廣田悠美、ラップパート歌唱：Gabylonia
バレ・テ・オロ地区の反体制派組織でヒップホップユニット「マキシマス・マタンザス」のリーダーの一人。クララの古くからの友人で、マリア・マルケサへの反プロパガンダ運動を行っている。ラッパーであり、パオロと作曲した音楽で抵抗運動を行う。
パオロ・デ・ラ・ベガ
日本語版声優：
「マキシマス・マタンザス」のリーダーの一人。タリアの恋人で、元軍人。トランスジェンダーであり、そのことに対するヤーラの差別的な価値観に晒されてきた過去を持つ。アメリカへの亡命を望んでいる。
ビーチョ
日本語版声優：
「マキシマス・マタンザス」の一員。本名はパズ・ドゥアルテ。「ラジオ・リベルタード」でヤーラ全土にマリアやヴィヴィロの真実を暴露しようと考えている。タリアとパオロのラップの大ファン。
マティアス・アロンソ
日本語版声優：
「マキシマス・マタンザス」に協力している医者で、タリアの友人。捕まって真のヤーラ人アカデミーに送られていたが、ダニーに助け出される。
ベンベ・アルバレス
日本語版声優：綿貫竜之介
ヤーラのブラックマーケットを牛耳る男。パオロに金を貸しており、その帳消しを依頼してきたダニーに次々と汚れ仕事をさせる。

### エル・エステ地区
エル・ティグレ
日本語版声優：斉藤次郎
エル・エステの反体制派のリーダー。1967年にヤーラで革命を起こした、最強のゲリラと称される男。本名はジョージ・アギュラー。老齢ながら未だに屈強な肉体を保持し、他のレジェンドに比べて振る舞いも若い。現在の革命を目指す若者たちにも理解を示し、ダニーやラ・モラールにも自ら歩み寄った。
ラッキー・ママ
日本語版声優：橘U子
エル・ティグレと共に1967年の革命に参加した同志。本名はテレサ・モレノ。レジェンドたちの医療担当。
ロレンツォ・カンセコ
日本語版声優：辻井健吾
エル・ティグレと共に1967年の革命に参加した同志。若い頃は数多くの女性と関係を持ち、大勢の子供がいる。
イェレナ・モラレス
日本語版声優：
エル・エステ解放のために活動する反体制派組織「ラ・モラール」のリーダー。年老いたエル・ティグレ達レジェンドには懐疑的。学生時代、革命を支持したとの疑いをかけられたクラスメイトたちが、ベニテス大将の手によって眼前で銃殺されたことで、革命運動に参加した。
ホンロン
日本語版声優：内野恵理子
「ラ・モラール」のナンバー2。本名はメルセデス・マーティン。元野球選手で、ヴィーガン。
ギルベルト・ロサリオ
日本語版声優：
「ラ・モラール」の一員で、潜入を得意とする腕利きのスパイ。女装してオネエ口調で話す。「カメレオン」と呼ばれる諜報員の部下たちを率いている。

### カスティロ政権
アントン・カスティロ大統領
モデル：ジャンカルロ・エスポジート
日本語版声優：堀内賢雄
ヤーラの現大統領で、軍事力と奴隷制で国民に圧政を敷く独裁者。67歳。1967年の革命の際に処刑された当時の大統領、ガブリエル・カスティロの息子。ヴィヴィロの開発と独裁体制での国民支配により、かつて「楽園」と呼ばれていた頃のヤーラを甦らせ、カスティロ一族による支配を復活させようとしている。外交においては、ヴィヴィロの貿易を背景に諸外国に対して一歩も引かない姿勢も見せる。
ディエゴ・カスティロ
日本語版声優：末長柊人
アントンの息子。13歳。気が弱く、基本的に父には逆らえない。父のアントンに様々な「独裁者教育」を受けているが残虐な行為には懐疑的で、父の期待とアウトキャストが受けている弾圧の板挟みに苦しんでいる。ダニーと度々邂逅するが、その際は拘束されたダニーを逃がすよう父に懇願したり、ダニーに残虐な拷問を加えるラウルを射殺するなどの行動を見せる。
ラウル・サンチェス将軍
日本語版声優：山路和弘
カスティロ政権の幹部で、アントンの側近的存在である初老の男性。残忍な性格で、捕虜にしたゲリラに対する拷問を率先して行う。拘束したダニーに対してもペンチで歯を抜くなどの凄惨な拷問にかけた。
ホセ・カスティロ将軍
日本語版声優：勝杏里
国防軍司令官。アントンの甥。反体制派の人間を奴隷として農園で働かせ、ヴィヴィロ・タバコの生産を管理している。サディストでもあり、奴隷とされた人の一部を裏で嬲り殺しにしている。甲斐性のない人物だが、いとこのディエゴが生まれたことで伯父アントンの後継者の座を退く羽目になったため、ディエゴを内心快く思っておらず、功績を誇ってアントンに認められようとする。モンテロ農園側からは「小さなナポレオン」と呼ばれ蔑まれている。
アナ・ベニテス大将
日本語版声優：
国防軍海軍司令官。女性としては国防軍で最も高い地位にいる。毒農薬「PG-240」の生産ラインを警護しており、容赦ない力でヤーラの海域を支配している。また、自ら陣頭に立って反体制派やその疑いのある人物を粛清して回っている。カスティロ大統領に心酔しており、彼の命令で自らの両親でさえも処刑した。
マリア・マルケサ
日本語版声優：
カスティロ政権の文化大臣。ヤーラの上流階級の体現者とされ、政権のプロパガンダの発信を担っている他、国内に流れる情報や表現の検閲も行っている。また、反抗的な国民を収容し再教育の名の下に洗脳を施す機関「真のヤーラ人アカデミー」の理事も務める。
公には伏せているが、アントンの情婦であり、ディエゴの生母。

### カスティロ政権の関係者
エドガー・レイエス
日本語版声優：
ヴィヴィロの研究を行っているバイオヴィーダ研究所の所長。ヴィヴィロやそれを育てる毒農薬「PG-240」の生みの親で、「進歩」の名のもとに国中に毒農薬が撒かれる原因を作った張本人。アントンの主治医でもある。冷酷なマッドサイエンティストで、自身のもとへ回されてきた奴隷を実験動物扱いにしている。
セルヒオ・エステベス
日本語版声優：
バイオヴィーダ研究所の科学者で、レイエスが最も認めている腹心の部下。レイエスと同じく人々に非道な人体実験を行い、子供すら手にかけている。
ショーン・マッケイ
日本語版声優：
外国企業「マッケイ・インダストリアル」のCEO。カナダ人。生粋の帝国主義者で、エル・エステの港でヴィヴィロの輸出や化学薬品の輸入を行っている。公の場でも軽薄な態度が目立ち、リベルタードからは「利益のためなら全てを正当化するクズ」と唾棄されている。

## 組織
カスティロ政権
大統領アントン・カスティロを筆頭とする、ヤーラ政府で実権を握っている政権。30万人規模の国防軍を動員して国民に圧政を敷き、政府に反抗する者、服従しない者は容赦なく粛清、または捕えてヴィヴィロ・タバコの農園で強制労働させている。ヤーラ各地に軍事拠点を置き、国民を厳しく監視している。
大統領から国防軍の一般兵士に至るまで、政権の関係者は皆、白と赤の2色を基調とする服装をしている。
リベルタード
カスティロ政権を倒すべく活動している反体制派組織。リーダーはクララ・ガルシア。カスティロ政権から疎まれており、プロパガンダで度々名指しにされる。メンバーは腕に青色のバンダナを巻いている。拠点はザモク諸島に築いたキャンプ。
モンテロ農園
マドルガダで200年に渡る長い歴史を持つ家族経営の農園。リーダーはカルロス・モンテロ。国民の自由を奪い、ヴィヴィロ・タバコの農園で強制労働させているホセ・カスティロを討つため、カスティロ政権への抵抗活動をしている。拠点はモゴテ丘陵に築いたキャンプ。
マキシマス・マタンザス
バレ・デ・オロで活動している反体制派組織。リーダーはタリア・ベナビデスとパオロ・デ・ラ・ベガ。アーティストでもあり、自分たちの楽曲を検閲で不当に規制するマリア・マルケサに対抗しようとしている。拠点はオスキュラ湿地に築いたキャンプ。
67年のレジェンド
かつて1967年にヤーラで革命を起こした、伝説のゲリラたちの生き残り。リーダーは、最強のゲリラと称されるエル・ティグレ。現在はかつての革命でも拠点としていたパトリオタス・ピークのキャンプで隠棲している。
ラ・モラール
エル・エステの解放を目指して活動している、若者中心の反体制派組織。リーダーはイェレナ・モラレス。年老いて山奥に籠っている67年のレジェンド達には懐疑的で、自分たちでエル・エステを解放しようと動いている。反体制派組織の中でも特に好戦的で、国防軍に最も多くの人的被害を与えている。拠点はコンセプシオンの街の地下に築いたアジト。

## 用語
リゾルバー武器
フアン・コルテスが独自に製作した武器。エンジンやパイプなどのガラクタを組み合わせて作られている。入手するには、国防軍の対空拠点に貯蔵されている劣化ウランが必要。リゾルバー武器の中でも最初に入手できる火炎放射器「トスタドール」は本作のコレクターズエディションにて、そのレプリカが特典となっている。
スプレーモ
フアン・コルテスが開発した兵器。背中に背負うバックパック型の兵器で、そこから起爆性のロケットや毒ガス、EMPなどを放つことができる。リゾルバー武器と同じく、劣化ウランを使用して新たなスプレーモをアンロックできる。
ヴィヴィロ
カスティロ政権が開発した画期的ながん治療薬で、政権の要となるもの。ヤーラ各地に、原料となる赤いタバコ「ヴィヴィロ・タバコ」の農園があり、そこでは捕まった反逆者らが奴隷として強制労働させられている。
PG-240
ヴィヴィロ・タバコの栽培で使用されている赤色の農薬。ヴィヴィロ・タバコに含まれている、がんを抑制する成分を増大させる効果がある。ただ、人体への毒性が強く、吸い込むと神経をやられる上に皮膚に付着しても危険。そのため、防護服を着た作業員が農園に散布している。また、可燃性であり、火が着くと爆発を起こす。保管、運搬する際は黄色のタンクに詰められる。
PG-240X
エル・エステにある化学工場の地下で、PG-240をベースに密かに開発されていた毒ガス兵器。PG-240より遥かに毒性が強くなっており、国防軍がラ・モラールとレジェンドの連合軍との戦いで使用したことにより、エル・ティグレとホンロンが命を奪われた。
バイオヴィーダ
カスティロ政権の研究機関。ヴィヴィロやPG-240の研究開発を行っている。バレ・デ・オロに本部となる研究所があり、ヴィヴィロとPG-240を発明したドクター・エドガー・レイエスが所長を務める。研究所内では、捕えた反逆者を被検体として非道な人体実験が行われている。
67年の革命
1967年にサントス・エスピノーサ、エル・ティグレら反体制勢力が起こした革命。当時の大統領ガブリエル・カスティロが打倒され、その妻子は幽閉された。

## 野生動物
哺乳類
シカ、野ウサギ、イノシシ、フチア、マングース、コヨーテ、クーガー、ジャガー
爬虫類
ヤーラワニ、アメリカワニ
鳥類
カモ、ペリカン、キヌバネドリ、ブラックホーク、ハゲワシ
魚類
バス、コイ、フレンチグラント、アカメ、カマス、ブーログラント、ホースアイジャック、オオメジロザメ、ガー、リーフシャーク、イットウダイ、テンチ、ティラピア、エンゼルフィッシュ、ターポン、ナマズ、パーミット、ビアジャカ、ブダイ
希少動物
アルファコヨーテ、アルファジャガー、アルファワニ、マムティート、ブラックデモニアコ、ホワイトデモニアコ、ヴェノディエンテ、ザンギナリオ

## 開発
Farcry6のプロジェクトは2016年頃に始まり、Ubisoft Torontoが主導として進められた。開発チームはストーリーを作り上げるため、主に1953年から1959年までに起こったキューバ革命など近代の革命を研究し、そこでゲリラ革命と独裁的な政府のアイデアが生まれ、本作に色濃く投映されていることになった。
チームのプロデューサーは実際にキューバを訪れ、環境の研究もしていた。
Farcry3のような熱帯の設定を取り入れ、孤島という他世界との封鎖がヤーラの世界観を作り上げる上で一役買っている。
近年のファークライ作品では喋らない主人公が多かったが、本作ではフルボイスが収録されている。これは本作のストーリーが自発的であり、革命を起こすストーリーにおいて主人公が喋らないわけにはいかなかったという理由がある。